# Maria José de Castro Rebello Mendes
Maria José de Castro Rebello Mendes (Salvador, 20 de setembro de 1891 — Rio de Janeiro, 29 de outubro de 1936) foi a primeira mulher a ingressar no serviço diplomático brasileiro.

## Biografia
Estudou no Colégio Alemão, localizado no bairro do Rio Vermelho, em Salvador. Formou-se com fluência em alemão, inglês, francês e o italiano. Mudou-se para o Rio de Janeiro onde soube, por meio de um primo, sobre o concurso para ingresso à carreira diplomática. Passou a frequentar a Escola de Comércio, aperfeiçoando-se em datilografia e ampliando seus conhecimentos de contabilidade e economia. Estudou sozinha as matérias de direito. O Ministério das Relações Exteriores, porém, não aceitou seu pedido de inscrição para o concurso de 1918, o que causou grande polêmica.

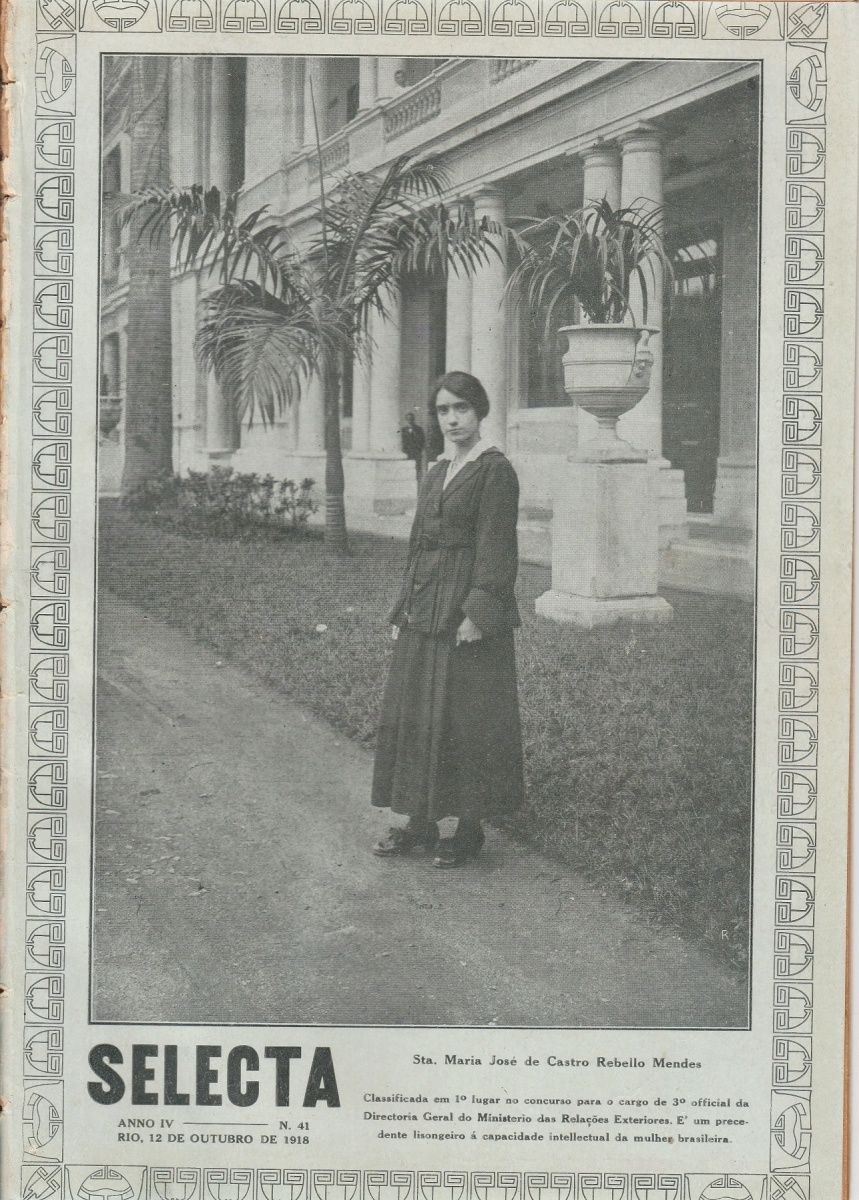
Na capa da Revista Selecta, de 12 de outubro de 1918.

A sua família pediu auxílio jurídico ao baiano Ruy Barbosa, este emitiu parecer alegando a inconstitucionalidade da medida do Itamaraty, uma vez que não havia na legislação disposição alguma que impedisse sua inscrição. Sob pressão, Nilo Peçanha, então ministro das Relações Exteriores, acabou por deferir a inscrição da estudante, em 28 de agosto de 1918, afirmando que: "Não sei se as mulheres desempenhariam com proveito a diplomacia, vide tantos attributos de discrição e competência são exigidos, bem que não são privilégio do homem - e si a requerente está apparelhada para disputar um logar nessa Secretaria de Estado (...), o que não posso é restringir ou negar o seu direito... Melhor seria, certamente, para o seu prestígio que continuassem a direcção do lar, taes são os desenganos da vida pública, mas não há como recusar sua aspiração, desde que fiquem provadas suas aptidões." No concurso público, teve um ótimo desempenho. Sua arguição oral foi realizada em sessão aberta com auditório repleto. Em 27 de setembro de 1918, foi aprovada em primeiro lugar, destacando-se em alemão e direito internacional. O ingresso de uma mulher em um alto cargo do governo rendeu grande polêmica nos jornais da época.

### Carreira
Na carreira, manteve um estilo discreto. Em 1922, casou-se com Henrique Pinheiro de Vasconcellos, também diplomata, que participara da sua banca examinadora, alguns anos antes. A partir do casamento, com o nome de casada, Maria José Mendes Pinheiro de Vasconcellos, passou a acompanhar o marido, pedindo licença para acompanhá-lo na representação na Alemanha, em 1923. De 1924 a 1934, permaneceram no Brasil, onde teve cinco filhos. Em 1934, pediu aposentadoria do serviço público, já que Henrique havia sido nomeado conselheiro da embaixada brasileira em Bruxelas, Bélgica, não sendo permitido por ela assumir cargo na mesma representação do marido.
Morreu no Rio de Janeiro, aos 45 anos, em 1936. Em 1938, o Ministro das Relações Exteriores Osvaldo Aranha proibiu expressamente o ingresso de mulheres na diplomacia brasileira, medida que só foi revertida em 1953 após uma liminar obtida por Maria Sandra Cordeiro de Melo e, posteriormente, por lei aprovada no Congresso Nacional. 
Em 2007, em sua homenagem, a turma 2004–2006 do Instituto Rio Branco, escola dos diplomatas brasileiros, foi nomeada Maria José Mendes Pinheiro de Vasconcellos.[carece de fontes?]